# Onokivci
Onokivci, česky též Onokovce (ukrajinsky Оно́ківці, maďarsky Felsődomonya), je obec v okrese Užhorod, v Zakarpatské oblasti na Ukrajině. Leží severně od Užhorodu v údolí řeky Uh. Na území obce je na ploše 3,2 ha přírodní památka Černá borovice (ukrajinsky Сосна Чорна). V roce 2019 žilo v Onokivcích 2187 obyvatel. Částí obce Onokivci je Orichovycja. Celá obec měla (v roce 2025) 2791 obyvatel.

## Onokivská územní komunita (hromada)
V obci je administrativní centrum Onokivské územní komunity, do které kromě Onokivců patří: Kamjanycja (ukrajinsky Кам'яниця), Huta (ukrajinsky) Гута, Nevické (ukrajinsky Невицьке) a Orichovycja (ukrajinsky Оріховиця).
Onokivská územní komunita má rozlohu 120 km². V roce 2020 v ní žilo 6 544 obyvatel.

## Historie
První písemná zmínka o obci pochází z roku 1412, ale podle archeologických nálezů nalezených na území obce bylo toto místo osídleno již před pěti tisíci lety. Ve 14. až 17. století byla obec majetkem Drugethů. Podle sčítání z roku 1427 bylo v obci 32 port. Obec se koncem 16. století výrazně vylidnila a počet obyvatel začal přibývat až v polovině 17. století. V té době byla většina obyvatel slovensko-rusínské národnosti. V této době byl také postaven kostel.
V roce 1910 bylo z 680 obyvatel obce 32 Maďarů, 17 Němců, 574 Slováků, 52 Rusínů a 5 obyvatel dalších národností, z toho bylo 404 římských katolíků, 235 řeckokatolíků, 17 reformovaných a 24 židů (izraelitů).
Do uzavření Trianonské smlouvy byla obec součástí Uherska, poté byla součástí Československa. V roce 1921 zde stálo 140 domů a žilo zde 684 obyvatel, z toho 384 Čechoslováků, 254 Rusínů, 20 Maďarů a 17 Židů. V roce 1939 byla obec okupována Maďarskem. Od roku 1945 byla součástí Ukrajinské sovětské socialistické republiky, která byla součástí SSSR. V roce 1946 se značná část slovenského obyvatelstva přestěhovala do Československa na základě československo-sovětské mezivládní dohody.

## Osobnosti
- Jozef Tóth (1910–1994), slovenský letec, slovenský generálmajor in memoriam[6]

## Reference

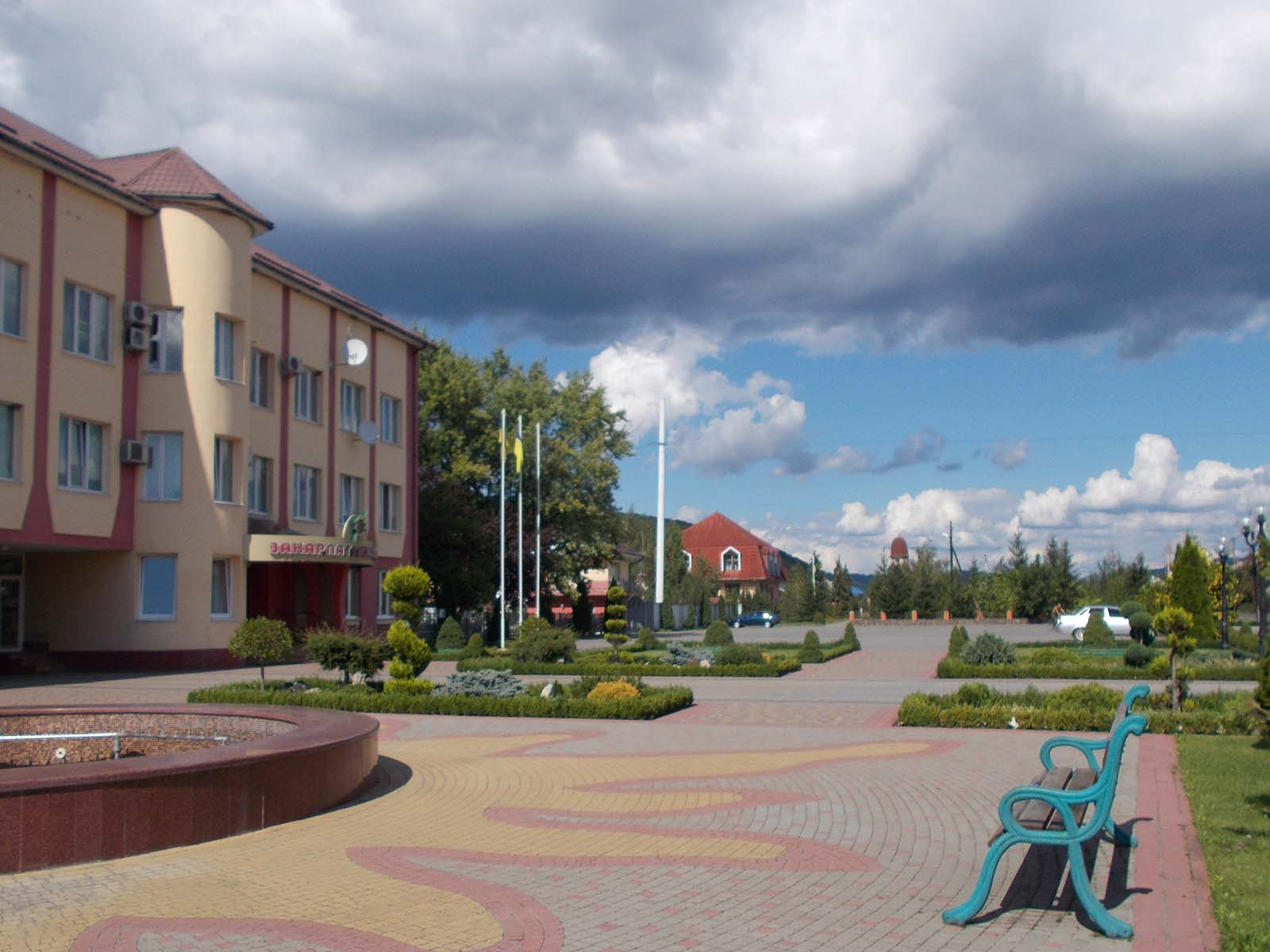
Park před sídlem místní energetické společnosti